# Cover girls - Ragazze di tutti
Cover girls - Ragazze di tutti (Cover Girls) è un film del 1964 diretto da José Bénazéraf.

## Trama
In 5 episodi il fotografo Philippe Abregas racconta la storia di quattro ragazze lanciate da lui come ragazze da copertina. 